# Румпи
Румпи (англ. Rumphi) — округ в Северном регионе Малави. В округе проживает 172 034 человека (2008). Площадь территории составляет 4 769 км². Административный центр — город Румпи.

## География
На востоке округа находится озеро Ньяса. На севере граничит с округами Читипа и Каронга, а на западе с Замбией.